# GN Store Nord
GN Store Nord A/S (NASDAQ OMX: GN) er en dansk virksomhed som producerer høreapparater under datterselskabet GN Hearing og headsets under datterselskabet GN Audio.
Firmaet hed oprindelig Det Store Nordiske Telegraf-Selskab og var Tietgens største projekt. Tietgen fik bygget telegraflinjer fra Danmark til Kina i et selskab med en aktiekapital på kr. 27 mio. som derved var større end nationalbankens på det tidspunkt. Tietgen indlod sig dog på en omfattende haussespekulation, som medførte Svend Petersens betalingsstandsning. Denne betalingsstandsning førte til mangel på tillid til telegrafaktierne, som Privatbanken lå inde med i stort antal som følge af spekulationen. Og derved blev Privatbankens Store Nordiske aktier solgt til den franske bank Banque Parisienne.

## Forretningshistorie

### Det Store Nordiske Telegraf-Selskab
Det Store Nordiske Telegraf-Selskab tog afsæt i en koncessionsaftale som Tietgen i 1869 fik med den russiske zar, som gav firmaet eneret på (og pligt til) at oprette og drive telegraflinjer i Rusland. Det åbnede for et stort pionérarbejde med at etablere forbindelser over de vældige strækninger fra Europa til fjernøsten.
Selve anlægsarbejdet i Rusland blev forestået af den russiske regering som allerede på det tidspunkt havde trukket kabler et godt stykke ind i Sibirien, men som ville have en samarbejdspartner til at dække Kina og Japan, før det gav mening at fortsætte ruslandslinien helt østpå til Vladivostok. Store Nordiske kom derfor til at anlægge og drive egne telegraflinjer i Asien, og skulle samtidig hjælpe russerne med drift, vedligeholdelse, teknisk assistance, uddannelse m.v.
De følgende år udvidede man telegrafnettet kraftigt både i Europa, hvor man fik dækket både Oslo, London og Paris, samt i Østen hvor man opererede langs Kinas kyst fra Hong Kong til Shanghai og videre til Japan hvor man åbnede sin første station i Nagasaki i 1871. De to områder blev holdt sammen af ruslandslinjen, som også fik udvidet kapacitet. Ud over selve linjeetableringen blev der åbnet telegrafstationer og kontorer mange steder.
I 1897 begyndte man at forhandle om at få etableret en forbindelse fra Skotland over Færøerne, Island og Grønland til USA. Kablet blev åbnet i 1906, dog uden den sidste strækning til USA, som først kom 60 år senere. Trods det blev forbindelsen over Nordatlanten en bemærkelsesværdig udvidelse, ikke mindst når man tænker på, hvor besværligt det før havde været at kommunikere mellem fastlandet og mennesker i de områder.
Flere krige og konflikter i begyndelsen af 1900-tallet fik indflydelse på selskabets drift. Dels 1. verdenskrig, men i endnu højere grad den russiske revolution. Revolutionens gennemførelse ændrede lande- og regionsgrænser samt administrationsstrukturer, men det førte samlet set til et øget behov for telegrafi, og det lykkedes for selskabet at forlænge sin koncessionsaftale i 1921. Aftalen blev underskrevet af Lenin.
1920'erne og begyndelsen af 1930'erne blev selskabets glansperiode, hvor man gennem investeringer og samarbejdsaftaler blev nærmest verdensopspændende. Men i 1930'erne begyndte den trådløse radio at gøre indhug på kabeltelegrafien, og helt galt gik det under 2. verdenskrig hvor stort set alle forbindelser blev ødelagt. Selvom dele af nettet blev udbedret efter krigen var tiderne anderledes, og man måtte indstille sig på at en epoke var forbi.
Nu valgte man at satse bredere ved at investere i forskellige selskaber og sektorer. Batterifabrikken Hellesens var den første investering, der således tegnede de nye tider, selvom det skete allerede i 1939.
Over de følgende årtier balancerede selskabet mellem telesektoren og andre industrier. Telesektionen videreførte og moderniserede de oprindelige forretningsområder, men det var en tid med statsmonopoler, som gjorde det vanskeligt at gøre forretninger.
På industrisiden investerede man i selskaber som det nuværende Lauritz Knudsen, der producerer el-artikler. Radiotelefonproducenten Storno blev dannet i 1947 - navnet var dannet ud fra STORe NOrdiske. Man havde også Telematic, der producerede telefoner, Elmi der producerede måleudstyr, Danavox der producerede høreapparater og flere andre.

### GN Store Nord
I 1985 ændrede Det Store Nordiske Telegraf-Selskab navn til GN Store Nord for at skabe en ny identitet for gruppen og organisere sine forretningsområder. I denne proces ændrede datterselskaberne navn for at inkludere GN: GN Danavox, GN NetTest, GN Automatic etc. En stor ændring skete, da GN i 1991 blev tildelt den attraktive GSM-licens fra de danske myndigheder. I marts 1992 åbnede GN's nye datterselskab Sonofon det første private mobiltelefonnetværk i Danmark. Det blev startet sammen med andre investorer, men GN havde aktiemajoriteten. Sammen med opblomstringen indenfor datakommunikation og telefoni, og med Jørgen Lindegaard som en karismatisk koncernchef, bruste GN frem i slutningen af 1990'erne, og i år 2000 solgte man Sonofon til det norske Telenor for DKK 14,7 milliarder.
Man besluttede at satse en stor del af den sum på datterselskabet NetTest, der havde udviklet sig stærkt fra det gamle Elmi og som i den periode blev set som GN's fremtidige guldæg. Man satsede stort ved bl.a. at lade NetTest købe det franske Photonetics for DKK 9,1 milliarder, og det lyse syn på fremtiden var afspejlet i aktiekursen, der blev femdoblet på et år fra 1.september 1999 til 1.september 2000.
Nedturen blev ligeså dramatisk idet man, mildt sagt, havde fejlvurderet markedsudviklingen på NetTests produkter og i 2001 satte danmarksrekord i underskud. Nettoresultatet blev DKK -9,2 milliarder som følge af både drift og afskrivninger og med et efterfølgende kursfald, som svarede til de tidligere års stigning. Det meste af Sonofon-provenuet forsvandt på den måde indenfor et år, og aktionærerne rasede både i medierne og på generalforsamlingen.
Under de følgende års turbulens og nedtur solgte man de fleste datterselskaber og fraflyttede Tietgens gamle hovedkvarter fra 1893 på Kongens Nytorv. Herefter valgte GN Store Nord at koncentrere sig om to kerneområder: GN Hearing (tidl. GN ReSound), der fremstiller høreapparater og GN Audio (tidl. GN Netcom), der fremstiller headsets.
2. oktober 2006 meddelte GN Store Nord, at man havde indgået aftale om at sælge GN ReSound samt det mindre GN Otometrics, der fremstiller audiologisk måleudstyr, til det schweiziske Sonova (tidligere Phonak). Handlen blev dog annulleret, efter at den blev underkendt af de tyske konkurrencemyndigheder (Bundeskartellamt). GN meddelte efterfølgende, at man ville beholde datterselskaberne inden for gruppen og ankede konkurrencemyndighedernes dom. Sagen er endnu ikke afgjort.
Det blokerede frasalg efterlod GN med store udfordringer, med en stigende gæld og en mangelfuld produktportefølje, men bl.a. grundet en omfattende omstrukturering af virksomheden og indsats fra ledelsen lykkedes det GN at overleve. Siden da er det gået stille men sikkert fremad. Hos GN Netcom besluttede man i 2009 at markedsføre alle sine produkter under navnet Jabra på globalt plan (en virksomhed som man havde opkøbt tilbage i 2000). Formålet med at samle alle produkter under et og samme brand var at styrke virksomhedens position som den ledende leverandør af headsets.
GN Audio er i dag en af verdens største aktører inden for Unified Communications-headsets og har igennem de seneste år været først på markedet med en række innovative produkter. I 2014 lancerede man verdens første sports-headset, som kan måle brugerens puls direkte i øret. Desuden lancerede man også i 2014 en serie af støjdæmpende headsets med en koncentrationszone designet specielt til at øge medarbejderes koncentrationsevne i højlydte storrumskontorer.
Hos GN Hearing, som nu skulle forblive i GN-familien, kom man også tilbage på sporet, da man i 2010 revolutionerede industrien og lancerede verdens første høreapparat med 2,4 GHz-teknologi - en ny trådløs teknologi som var banebrydende sammenlignet med den tidligere anvendte induktive teknologi. I 2014 ændrede GN Hearing igen industrien ved at lancere verdens første høreapparat udviklet til iPhone, der baseret på 2,4 GHz-teknologien giver en direkte streaming fra en iPhone uden nogen kropsbårne enheder.
Siden slutningen af 2008 er GN Store Nords aktiekurs steget med næsten 1200% (december 2014).

## Liste over selskabets adm. direktører
(ikke komplet)
- (1873-1908) Edouard Suenson
- (1908-1938) Kay Suenson
- (1938-1966) Bent Suenson
- (1985-2000) Christian Tillisch (GN Netcom)
- (1987-1993) Thomas Duer
- (2000-2003) Niels B. Christiansen (GN Netcom)
- (1995-2001) Jørgen Lindegaard
- (2001-2006) Jørn Kildegaard
- (1997-2008) Jesper Mailind (GN ReSound)
- (2006-2009) Toon Bouten (GN Netcom)
- (2008-2010) Mike Van der Wallen (GN ReSound)
- (2010-2014) Lars Viksmoen (GN ReSound)
- (2009-2013) Mogens Elsberg (GN Netcom)
- (2014-2015) Niels Svenningsen (GN Netcom)
- (2014-2018) Anders Hedegaard (GN ReSound/GN Hearing)
- (2015-2023) René Svendsen-Tune (GN Netcom/GN Audio)
- (2019) Jakob Gudbrand (GN Hearing)
- (2019-2023) Gitte Pugholm Aabo (GN Hearing)
- (2023-) Peter Karlstromer (GN Audio/GN Group)